# Mobolaji Johnson Arena
El Mobolaji Johnson Arena es un estadio multiusos utilizado principalmente para partidos de fútbol ubicado en la ciudad de Lagos en Nigeria.

## Historia
Fue construido en 1930 con capacidad para 10000 espectadores y actualmente es el estadio deportivo más viejo de Nigeria ubicado exactamente en la Isla de Lagos, siendo históricamente sede de varios equipos de la ciudad como Ikorodu United, Stationery Stores, First Bank FC y Julius Berger FC.
De 1936 a 1963 el estadio se llamó King George V Stadium por el rey Jorge V del Reino Unido, y de 1963 a 1973 se le conoció como Lagos City Stadium y de 1973 a 2022 fue conocido como Onikan Stadium luego de ser renovado otra vez. En 1980 el estadio fue renovado con la consecuencia de que la capacidad mínima del estadio pasó a 5000 espectadores.
En 2008 el estadio fue suspendido por una invasión al terreno de juego occurida en el partido entre First Bank FC contra el Warri Wolves FC cuando el partido iba 0-0, que causó que varios integrantes de los Wolves salieran lesionados.

## Selección nacional
La selección nacional utilizó el estadio en el fallido proceso de clasificación para la Copa Mundial de Fútbol de 1962 en el empate 2-2 ante Ghana.